# سامي ووكر
سامي ووكر (بالإنجليزية: Sammy Walker)‏ هو مغن مؤلف ومغني أمريكي، ولد في 7 يوليو 1952 في أتلانتا في الولايات المتحدة.

## وصلات خارجية
- سامي ووكر على موقع ميوزك برينز (الإنجليزية)
- سامي ووكر على موقع أول ميوزيك (الإنجليزية)
- سامي ووكر على موقع ديسكوغز (الإنجليزية)